# A. J. Freeley
A.J. Freeley (raramente escrito como A.J. Freely) é um lutador semi-aposentado de wrestling profissional neozelandês. Mesmo tendo competido pela Austrália e pelos Estados Unidos durante a década de 1990, ele é mais conhecido por ser o último Campeão dos Pesos-Pesados pela promoção NWA New Zealand, de Steve Rickard. Ele conquistou o título derrotando o campeão Bruno Bekkar em 1992, pouco antes do fim da promoção, e foi conotado como campeão até o fim desta década.

## Carreira
A.J. Freeley nasceu em Wellington, Nova Zelândia e estreou como profissional em 1989. Ele começou a apresentar-se primeiramente na Austrália e nos Estados Unidos antes de retornar ao seu país, em 1992. Naquele mesmo ano, durante os que seriam os últimos meses da promoção de Steve Rickard, a tradicional NWA New Zealand, Freeley findou o reinado de dois anos de Bruno Bekkar, conquistando o NWA New Zealand Heavyweight Championship sobre o antigo campeão, em combate no dia 22 de novembro de 1992. Ele deteve o título até o encerramentos das atividades da NWA New Zealand, mas ainda foi considerado o campeão nacional por mais 7 anos.
Após o fim da promoção NWA New Zealand, na época a única neozelandesa, Freely retornou à Austrália. Durante o primeiro semestre de 1993, ele trabalhou para a Wrestling Down Under, uma compania nacional e de curta existência que também trazia lutadores profissionais de grandes promoções como World Championship Wrestling e a World Wrestling Federation, e lá enfrentou oponentes como Con Iakovidis, Bobby Blaze, Greg Smith e Ace Fenton. Em 1998, AJ Freeley juntou-se à International Wrestling Australia, onde tornou-se o maior ídolo da promoção ao vencer o título mundial por 3 vezes antes de deixar a empresa em 2002. Em tempos mais recentes, ele vem associando-se à Kiwi Pro Wrestling, como fizeram da mesma forma muitos outros lutadores de wrestling profissional neozelandeses veteranos.

## No wrestling
- Movimentos de finalização
  - Wellington Wipeout

## Títulos e prêmios
- International Wrestling Australia
  - IWA Heavyweight Championship (3 vezes)[5][7]

- NWA New Zealand
  - NWA New Zealand Heavyweight Championship (1 vez, último campeão)[3][7]